# Santa Lucía del Este
Santa Lucía del Este es un balneario uruguayo del departamento de Canelones. Forma parte del municipio de La Floresta.

## Ubicación
El balneario se encuentra localizado al sureste del departamento de Canelones, sobre las costas del Río de la Plata y al oeste del arroyo de la Coronilla, en el km 67.5 de la ruta Interbalnearia. Limita al oeste con el balneario de Araminda y al este con el de Biarritz.

## Población
Según el censo de 2011 el balneario contaba con una población de 286 habitantes.
| 131           | 177 | 239 | 335 | 275 | 286 |
| (Fuente: INE) |     |     |     |     |     |

## Atractivos
Sus playas son amplias y tranquilas, el mar en la zona le dan las características ideales para la práctica de surf, sobre todo en las playas Los Corralitos y La Baguala. La pesca en la playa de Los Corralitos es otro de los atractivos del balneario.